# Bói cá dải chàm
Bói cá dải chàm (danh pháp hai phần: Ceyx cyanopectus) là loài chim đặc hữu của Philippines thuộc chi Ceyx, họ Bồng chanh. Loài này phân bố ở các đảo bắc và trung bộ Philippines. Có hai phân loài, Các đề cửrace, hiện diện ở Luzon, Polillo, Mindoro, Sibuyan và Ticao, và A. c. nigriostris, hiện diện ở Panay, Negros và Cebu. Nó tạo thành siêu loài với Bói cá bạc bắc Philippines.
Loài chim này ăn cá và các loài côn trùng thủy sinh. Nó đậu trên đá và cành cây vươn ra và lặn thẳng đứng xuống nước để bắt con mồi. Khi bắt được con mồi, nó tha lên nơi đậu để mổ và nuối con mồi. Người ta ít biết về hành vi sinh sản, dù người ta biết rằng nó làm tổ ở những cái hang đào hai bên sông và suối.
Môi trường sống tự nhiên của nó là rừng khô cận nhiệt đới hoặc nhiệt đới và rừng ngập mặn cận nhiệt đới hoặc nhiệt đới.